# 김종은 (필드하키 선수)
김종은(1986년 2월 18일 ~ )은 대한민국의 하키 선수이며 포지션은 공격수이다. 경기도 출신이며 아산시청 소속이다.

## 학력
- 인제대학교 졸업
- 대덕대학교 졸업

## 경력
- 2008년 하계 올림픽 여자 하키 국가대표
- 2010년 아시안 게임 여자 하키 국가대표
- 2012년 하계 올림픽 여자 하키 국가대표
- 2014년 아시안 게임 여자 하키 국가대표

## 수상
- 2010년 아시안 게임 여자 하키 은메달
- 2012년 전국체육대회 하키 남자일반부 우승
- 2014년 아시안 게임 여자 하키 금메달